# Jeff Davis
Jeff Davis (Little River megye, 1862. május 6. – Little Rock, 1913. január 3.) az Amerikai Egyesült Államok szenátora (Arkansas, 1907–1913).